# 대순진리회
대순진리회(大巡眞理會)는 증산(甑山) 강일순의 가르침을 모태로 하여 박한경에 의해서 세워진 종교이다. 증산도와 달리 무극도 계열로서, 신앙의 대상은 구천상제인 증산 강일순이며, 도주(道主) 조철제를 옥황상제로 받든다. 도전인 박한경은 1996년에 별세하였다.
신종교인 증산계열의 한 파로 알려져 있다. 태극도(太極道)의 총도전 박한경이 태극도로부터 독립하여 서울에 본부를 두고 포교를 시작한데서 비롯되었다. 경상남도 함안 출신의 조철제가 1925년에 전라북도 정읍 구태인에 무극도(无極道)를 창시하였으나, 1941년, 일제의 '종교 단체 해산령'에 의해 여타 종교 단체들과 함께 강제 해산되었다.
이후 8ㆍ15광복이 되자 1948년 부산에서 다시 종단을 일으키고, 이름을 태극도(太極道)로 바꾸었다. 1958년 창도주인 조철제의 유명으로 박한경이 총도전이 되었다. 박한경은 1968년 4월 현재의 서울특별시 광진구 중곡동에 터전을 잡고 대순진리회를 창립하였다.

## 역사
1909년 강증산이 화천하자, 1925년 정산(鼎山) 조철제가 무극도를 세웠으며, 해방 후에는 부산 감천에 태극도를 창도했다. 1958년 조철제가 별세하자, 유명으로 종통을 이어 받아 총도전(總都典)으로 임명된 우당 박한경이 1969년 대순진리회를 창설하였다. 창설초기인 1972년 포덕, 교화, 수도를 기본 사업으로 구호 자선, 사회 복지, 교육 사업을 3대중요사업으로 정하고 연차적으로 시행해 오고 있다. 3대중요사업의 일환으로 청년회와 부녀회를 통해 구호 자선을 실천하였으며, 1984년 학교법인 대진학원을 설립하여 서울 하계동에 대진고등학교를 설립하였고, 1992년에는 대진대학교를 개교하기에 이른다. 또 1998년에는 의료법인 대진의료재단을 설립하여 분당제생병원을 개원하였고,  2009년 사회복지법인 대순진리회복지재단을 설립하여 대진요양병원, 대진요양시설, 대진복지센터, 대진청소년수련원을 개원하여 운영하고 있으며, 2020년에는 동두천제생병원 개원을 위한 공사를 재개하였다.
한편 1996년 1월 박한경이 뚜렷한 후계자를 내세우지 않고 별세하자, 교단은 서로 정통성을 내세우며 분파하게 된다.  2000년 8월 17일 경석규, 이유종 등이 서로 대순진리회를 대표한다며 법원에서 소송을 벌였으나, 2006년 12월 21일 대법원은 판결에서 누구의 손도 들어주지 않았다. 이어서, 2010년 8월 서울고등법원은 정재헌, 이순악, 주훈재를 공동으로 법률상 대표자인 임시 종무원장으로 선임했다. 서로 갈등 하던 경석규와 이유종은 2010년 사망했으며, 2013년 11월 여주본부도장, 중곡도장, 포천도장을 중심으로 중앙종의회를 개최하여 중앙종의회 의장, 부의장 및 공동대표를 선출하였다 현재 여주본부도장, 중곡도장, 포천도장을 중심으로 유기적으로 협력하며 종교활동을 하고 있다.

## 교리
교리는 음양합덕(陰陽合德)ㆍ신인조화(神人調化)ㆍ해원상생(解寃相生)ㆍ도통진경(道通眞境)을 종지(宗旨)로 하고, 성(誠)ㆍ경(敬)ㆍ신(信)의 삼법언(三法言)을 수도의 삼요체(三要諦)로, 안심(安心)ㆍ안신(安身)ㆍ경천(敬天)ㆍ수도(修道)를 사강령(綱領)으로 삼고 있다. 경전(經典)은 전경(典經)이라 하며, 총 7편 17장 839절로 구성되어 있고 교조(敎祖) 강일순(姜一淳, 甑山)과 도주(道主) 조철제(趙哲濟, 鼎山)의 언행ㆍ행적들을 담아 신도들의 수도의 지침으로 삼고 있다.

## 조직 운영
조직의 운영은 <도헌(道憲)>에 의해 이루어지는데, 도전(都典, 박한경)을 정점으로 의결기관인 중앙종의회(中央宗議會)와 집행기관으로 종무원(宗務院)이 중심이 되어 그 아래 포정원(布正院)ㆍ감사원ㆍ육영사업부 등 몇 개의 집행 부서가 있다. 또 종의회의 구성 멤버는 선감(宣監)ㆍ교감(敎監)ㆍ보정(補正) 등 각 부의 고위 교직자로 되어 있다. 이 교단은 ①포덕 ②교화 ③수도를 3대기본사업으로 ①구호ㆍ자선, ②사회복지, ③교육사업을 3대중요사업으로 책정하고, 70년대 후반부터 활동하고 있다.

## 재단법인
재단법인 '대순진리회'는 음양합덕, 신인조화, 해원상생, 도통진경의 대순진리를 종지로 하고, 인간 개조, 정신개벽으로 포덕천하, 구제창생, 보국안민, 지상천국 건설을 위하여 1987년 12월 8일 설립된 문화체육관광부 소관의 재단법인이다. 소재지는 서울특별시 광진구 중곡동 143-1이다.
주요 사업은 대순진리회의 포덕, 교화, 수도 사업 및 이에 부대한 중앙 본부를 비롯한 각 지방 회관의 유지 관리, 국민을 위한 구호 자선 사업 전개, 국가를 위한 사회 복지 사업 전개, 교역자 양성 기관 및 육영사업 유지 경영 등이다.

### 규모
여주본부도장, 중곡도장, 포천수도장, 금강산토성수련도장, 제주수련도장등 5개의 도장이 있고 전국에 120여개의 회관과 200여개의 회실 및 2,000여개의 포덕소를 두고 있으며, 신도수는 200여 만에 이른다. 중곡도장이 처음으로 지어진 도장이고, 이어 지어진 여주본부도장은 가장 규모가 크며, 대순진리회 본부를1993년 중곡도장에서 여주본부도장으로 이전되었다. 
삼대중요사업중 교육사업의 일환으로 학교법인대진대학교를 설립하여 대진대학교, 대진고등학교, 대진여자고등학교, 분당대진고등학교, 일산대진고등학교, 특성화 고등학교인 대진디자인고등학교, 대진전자통신고등학교 등을 운영하고 있으며, 의료기관인 분당제생병원과 여주 강천면에 유니트케어 시스템을 적용한 대진요양시설과 대진요양병원등 사회복지시설을 설립하여 운영하고 있다. 동두천시와 고성군에도 제생병원이 들어설 예정이며, 그동안 중단되었던 공사가 재개되었다. 중원대학교는 성주방면의 대진교육재단에서 운영하고 있다.

## 참고 자료
- 《종교》, 한국사전연구사98년 편집본)